# Дефонсека, Миша
Миша Дефонсека (12 мая 1937, Бельгия, урождённая Моник де Валь) — бельгийская писательница, автор книги «Выжить с волками» (Survivre avec les loups), опубликованной в 1997 году, и позиционировавшейся как мемуары еврейской девочки, выжившей в годы Холокоста.
Книга получила мгновенное признание в Европе и была переведена на 18 языков мира, в 2007 году была экранизирована.
29 февраля 2008 года автор признала, что книга является мистификацией. Её родители действительно были депортированы нацистами, но были не евреями, а католиками, участвовавшими в бельгийском Движении Сопротивления; остальные детали «мемуаров» тоже были вымышлены.
В 2021 году компания Netflix выпустила документальный фильм об этой истории — «Миша и волки».